# Paweł Sibik
Paweł Sibik (Niemcza, 15 de fevereiro de 1971) é um ex-futebolista profissional polaco, atuava como meia, atualmente está aposentado.

## Carreira
Sibik, atuou no futebol polonês, e em Chipre, no qual teve duas passagens pelo Apollon Limassol.[carece de fontes?]
Paweł Sibik disputou a Copa do Mundo de 2002, em uma partida no torneio contra os Estados Unidos.